# BBC Sessions (Led Zeppelin)
BBC Sessions is een compilatiealbum van de Engelse rockgroep Led Zeppelin. Het album werd uitgegeven op 11 november 1997. Disc een bevat opnames van vier verschillende BBC Radio 1 sessies uit maart en juni 1969. Disc twee bevat voornamelijk opnames van een concert dat Led Zeppelin gaf op 1 april 1971 in het Paris Theatre in Londen.
Het album werd zeer goed ontvangen bij de fans, omdat het de eerste live uitgave was sinds The Song Remains the Same uit 1976.
In september 2016 verscheen er een heruitgave van het album met als titel, The Complete BBC Sessions. Deze heruitgave bevatte een bonusdisc met extra materiaal, opgenomen in 1969. Het album stond in 2016 twee weken genoteerd in de Nederlandse Album Top 100 met als hoogste notering de 41ste positie.

## Nummers

### Originele uitgave 1997

#### Disc 1
1. You Shook Me (Dixon/Lenoir) – 5:14
2. I Can't Quit You Baby (Dixon) – 4:22
3. Communication Breakdown (Bonham/Jones/Page) – 3:12
4. Dazed and Confused (Page, gebaseerd op “Dazed and confused” van Jake Holmes uit 1967) – 6:39
5. The Girl I Love She Got Long Black Wavy Hair (Page/Plant/Jones/Bonham/Dixon/Johnson/Estes) – 3:00
6. What Is and What Should Never Be (Page/Plant) – 4:20
7. Communication Breakdown (Bonham/Jones/Page) – 2:40
8. Travelling Riverside Blues (Johnson/Page/Plant) – 5:12
9. Whole Lotta Love (Bonham/Jones/Page/Plant) – 6:09
10. Somethin' Else (Cochran/Sheeley) – 2:06
11. Communication Breakdown (Bonham/Jones/Page) – 3:05
12. I Can't Quit You Baby (Dixon) – 6:21
13. You Shook Me (Dixon/Lenoir) – 10:19
14. How Many More Times (Bonham/Jones/Page) – 11:51

#### Disc 2
1. Immigrant Song (Page/Plant) – 3:20
2. Heartbreaker (Bonham/Jones/Page/Plant) – 5:16
3. Since I've Been Loving You (Jones/Page/Plant) – 6:56
4. Black Dog (Jones/Page/Plant) – 5:17
5. Dazed and Confused (Page, gebaseerd op “Dazed and confused” van Jake Holmes uit 1967) – 18:36
6. Stairway to Heaven (Page/Plant) – 8:49
7. Going to California (Page/Plant) – 3:54
8. That's the Way (Page/Plant) – 5:43
9. Whole Lotta Love / (medley) Boogie Chillun / Fixin' to Die / That's Allright / A Mess of Blues (Bonham/Jones/Page/Plant; Hooker; White; Crudup; Pomus / Shuman – 13:45
10. Thank You (Page/Plant) – 6:37

#### Heruitgave 2016 bonusdisc (disc 3)
1. Communication Breakdown (Bonham/Jones/Page) - 3:00
2. What Is and What Should Never Be (Page/Plant) - 4:14
3. Dazed and Confused (Page, gebaseerd op “Dazed and confused” van Jake Holmes uit 1967) - 11:08
4. White Summer (Page) - 8:22
5. What Is and What Should Never Be (Page/Plant) - 4:44
6. Communication Breakdown (Bonham/Jones/Page) - 4:54
7. I Can't Quit You Baby (Dixon) - 5:26
8. You Shook Me (Dixon/Lenoir) - 4:10
9. Sunshine Woman (Bonham/Dixon/Johnson/Jones/Plant/Page) - 3:06

## Opnames

#### Eerste sessie
John Peel’s muziekprogramma Top Gear.
- Locatie: Playhouse Theater, Londen.
- Opname: Maandag 3 maart 1969.
- Uitzending: Zondag 23 maart 1969 (tijdens deze uitzending waren er ook sessies te horen van Free, Moody Blues en Deep Purple.
- Nummers: Communication Breakdown (disc 3, nr. 1), Dazed and Confused (disc 1, nr. 4), You Shook Me (disc 1, nr. 1), I Can't Quit You Baby (disc 1, nr. 2).

#### Tweede sessie
Alexis Korner’s muziekprogramma Rhythm and Blues op BBC World Service.
- Locatie: Maida Vale BBC Studio 4, Londen.
- Opname: Woensdag 19 maart 1969.
- Uitzending: Maandag 14 april 1969.
- Nummers: Sunshine Woman (disc 3, nr. 9), I Can't Quit You Baby (disc 3, nr. 7), You Shook Me (disc 3, nr. 8).

#### Derde sessie
Chris Grant’s muziekprogramma Tasty Pop Sundae.
- Locatie: Aeolian Hall Studio 2, Londen.
- Opname: Maandag 16 juni 1969.
- Uitzending: Zondag 22 juni 1969.
- Nummers: The Girl I Love She Got Long Black Wavy Hair (disc 1, nr. 5), Communication Breakdown (disc 1, nr. 3), Somethin' Else (disc 1, nr. 10), What Is and What Should Never Be (disc 3, nr. 2).

#### Vierde sessie
John Peel’s Top Gear.
- Locatie: Maida Vale BBC Studio 4, Londen.
- Opname: Dinsdag 24 juni 1969.
- Uitzending: Zondag 29 juni 1969.
- Nummers: Whole Lotta Love (disc 1, nr. 9), Communication Breakdown (disc 1, nr. 7), What Is and What Should Never Be (disc 1, nr. 6), Travelling Riverside Blues (disc 1, nr. 8).

#### Vijfde sessie
John Peel’s BBC Rock Hour.
- Locatie: Playhouse Theater, Londen.
- Opname: Vrijdag 27 juni 1969.
- Uitzending: Zondag 10 augustus 1969.
- Nummers: Communication Breakdown (disc 1, nr. 11), I Can't Quit You Baby (disc 1, nr. 12), Dazed and Confused (disc 3, nr. 3), White Summer (disc 3, nr. 4), You Shook Me (disc 1, nr. 13), How Many More Times (disc 1, nr. 14).

#### Zesde sessie
John Peel’s BBC Rock Hour.
- Locatie: Paris Theater, Londen.
- Opname: Donderdag 1 april 1971.
- Uitzending: Zondag 4 april 1971.
- Nummers: Immigrant Song, Heartbreaker, Since I've Been Loving You, Black Dog, Dazed and Confused, Stairway to Heaven, Going to California, That's the Way (disc 2, nrs. 1 t/m 8), What Is and What Should Never Be (disc 3, nr. 5), Whole Lotta Love (medley, disc 2, nr. 9), Thank You (disc 2, nr. 10), Communication Breakdown (disc 3, nr. 6).

## Bezetting
- John Bonham – drums, percussie, achtergrondzang
- John Paul Jones - basgitaar, mandoline, keyboards, achtergrondzang
- Jimmy Page – akoestische gitaar, elektrische gitaar, achtergrondzang
- Robert Plant – zang, harmonica